# Christhard Wagner
Christhard Wagner (* 14. Mai 1955 in Leipzig) ist ein deutscher Theologe und Oberkirchenrat.

## Leben
Christhard Wagner wurde am 14. Mai 1955 in Leipzig als Sohn des Theologen Heinz Wagner geboren. Nach einer zehnjährigen Schulzeit an der Polytechnischen Oberschule lernte er den Beruf des Baufacharbeiters. Nach dem Grundwehrdienst in der Nationalen Volksarmee der DDR studierte er von 1976 bis 1981 Theologie in Leipzig.
Nach einem Vikariat in Heidenau (Sachsen) wechselte Wagner 1982 in die Thüringische Landeskirche. Nach der Beendigung des Vikariats wurde er Pfarrer in Großenlupnitz bei Eisenach. Er übernahm 1985 das Amt des Kreisjugendpfarrers in der Superintendentur Eisenach.
Von 1989 bis 1998 war er Landesjugendpfarrer der Evangelisch-Lutherischen Kirche in Thüringen, danach Superintendent der Superintendentur Gotha-Gräfentonna, von 2001 bis 2021 Oberkirchenrat. Bis 2011 leitete er das Bildungsdezernat der Evangelischen Kirche in Mitteldeutschland (EKM). Von 2011 bis 2021 war Wagner Beauftragter der Ev. Kirchen beim Thüringer Landtag. Er ist Mitglied im Rundfunkrat des MDR und Mitglied im Kuratorium der Evangelischen Akademie Thüringen.

## Diskussion
Wegen Äußerungen Wagners zu einer Preisverleihung an den Journalisten und Pfarrer Helmut Matthies war es 2009 zu Diskussionen gekommen. Wagner hatte Matthies, Leiter der Evangelischen Nachrichtenagentur Idea, öffentlich kritisiert, weil Matthies den Gerhard-Löwenthal-Ehrenpreis für Publizisten der Förderstiftung Konservative Bildung und Forschung, der von der rechtskonservativen Wochenzeitung Junge Freiheit vergeben wird, angenommen hatte. Nach Beschwerden von idea fand ein Gespräch statt, an dem auch Bischöfin Ilse Junkermann beteiligt war. Es blieb allerdings bei einer unterschiedlichen Einschätzung der Wirkung der Annahme des Preises. Die Evangelische Kirche in Mitteldeutschland und idea stimmten im Gespräch miteinander überein, dass christlicher Glaube unvereinbar mit Rechtsextremismus sei.